# Brucknerallee 175 (Mönchengladbach)

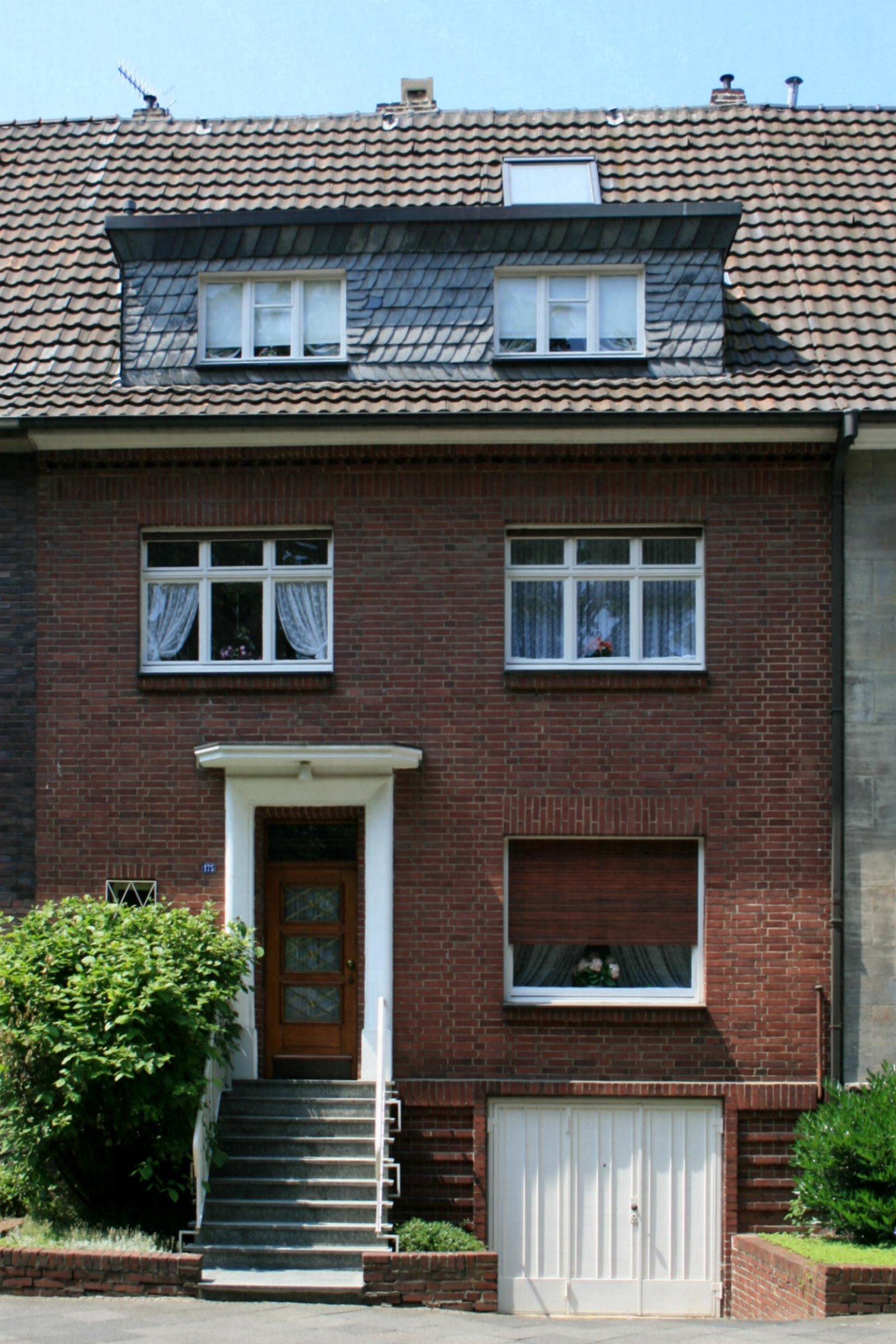
Wohnhaus (2010)

Das Wohnhaus Brucknerallee 175 steht im Stadtteil Grenzlandstadion in Mönchengladbach (Nordrhein-Westfalen).
Das Haus wurde um 1930 erbaut. Es ist unter Nr. B 029 am 24. September 1985 in die Denkmalliste der Stadt Mönchengladbach eingetragen worden.

## Architektur
Bei dem Objekt handelt es sich um ein schlichtes zweigeschossiges Backstein-Reihenhaus mit zwei Fensterachsen und mit ausgebautem Satteldach. Der hohe Kellersockel dient zur Aufnahme einer Garage. Der Vorgartenbereich und die leicht abgesenkte Garagenzufahrt sind durch niedrige Einfassungsmäuerchen eingefasst.
Das im Zierverband vermauerte Backsteinmauerwerk der Fassade ist im Sockelbereich durch horizontale Bänder gegliedert. Die breitgelagerte schiefergedeckte Gaube in der Dachzone weist zwei querrechteckige Fensteröffnungen auf. Das Reihenhaus stellt einen unverzichtbaren Bestandteil der Baugruppe Nr. 167–179 dar.